# Ar Raydah Wa Qusayar (huyện)
Huyện Ar Raydah Wa Qusayar là một huyện thuộc tỉnh Hadramawt, Yemen. Đến thời điểm năm 2003, huyện này có dân số 45180 người